# Affaire Scelle

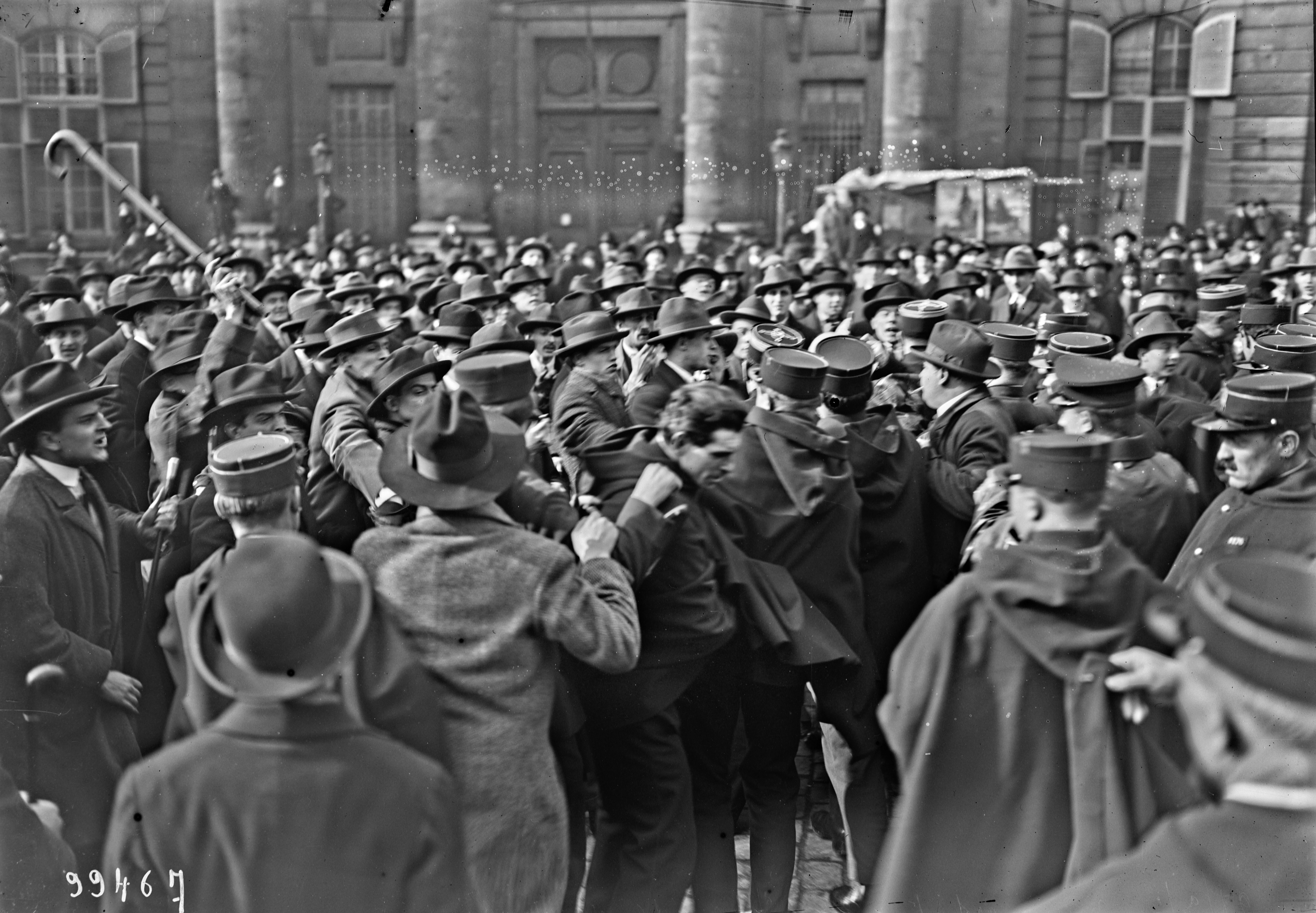
Heurts entre étudiants et policiers devant la faculté de droit le 28 mars 1925.

L'affaire Scelle est une polémique dans l'enseignement français relative à l'attribution d'une chaire de la faculté de droit de Paris au professeur de droit Georges Scelle de l'université de Dijon en mars 1925.

## Historique

### Février
En février 1925, Georges Scelle est pressenti pour la charge d'un cours de droit international public à la faculté de droit de Paris. Toutefois, celui-ci n'est qu'en deuxième position derrière Louis Le Fur, professeur à la faculté de droit de Rennes. Le ministre de l'Instruction publique radical François Albert outrepasse l'ordre d'ancienneté et nomme par arrêté Georges Scelle, allant contre l'usage de suivre l'avis de la faculté. Cette décision provoque les protestations de ses homologues en droit et des Étudiants d'Action française qui perçoivent une marque de favoritisme et engagent une campagne de protestation dans le Quartier latin et en province. Les suspicions se fondent sur la fonction de chef de cabinet du ministre du Travail, Justin Godard, qu'occupe Georges Scelle au même moment. Gaston Jèze est un des rares juristes à défendre la promotion de Georges Scelle.

### Mars

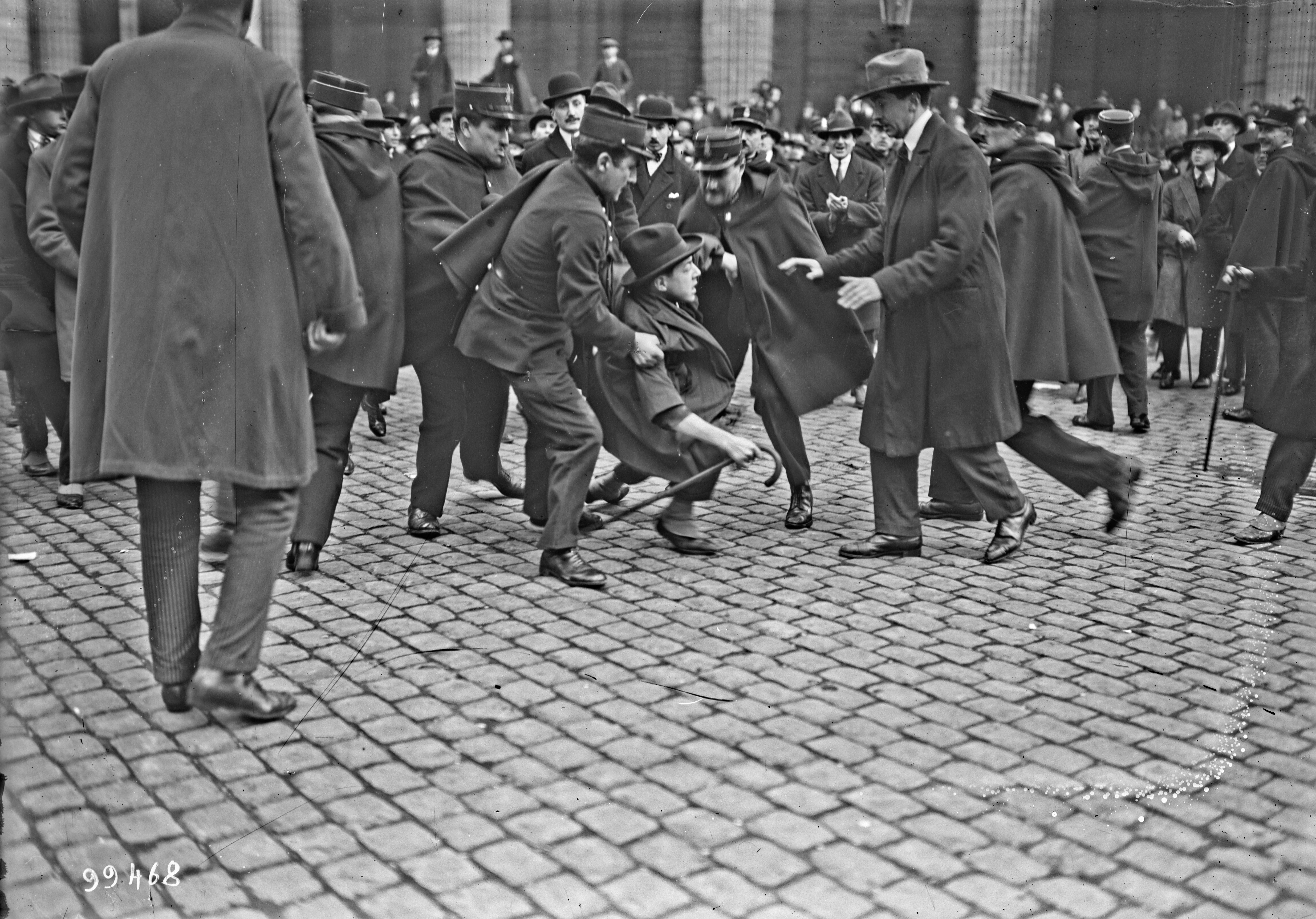
Arrestation d'un étudiant devant le Panthéon le 28 mars 1925.

Le 9 mars, les étudiants empêchent la tenue du premier cours de Georges Scelle en enfonçant la porte de l'amphi et provoquent des chahuts. Les heurts entre étudiants et policiers entraînent la suspension du cours de Georges Scelle pendant vingt jours.
Après plusieurs tentatives pour reprogrammer le cours, il est annoncé officiellement le 23 mars qu'un nouveau cours de Georges Scelle serait prévu le 28 mars.
Le 26 mars, le secrétaire général des Étudiants d'Action française Georges Calzant convoque ses militants pour empêcher coûte que coûte le prochain cours.
Le 28 mars, une vaste manifestation empêche la tenue d'un cours de Georges Scelle et nourrit les débats parlementaires à l'Assemblée nationale. De nouveaux heurts entre étudiants et policiers ont lieu.
Le 30 mars, le ministre de l'Instruction publique décide de suspendre le doyen Henri Berthélemy et de fermer la faculté de droit.

### Avril

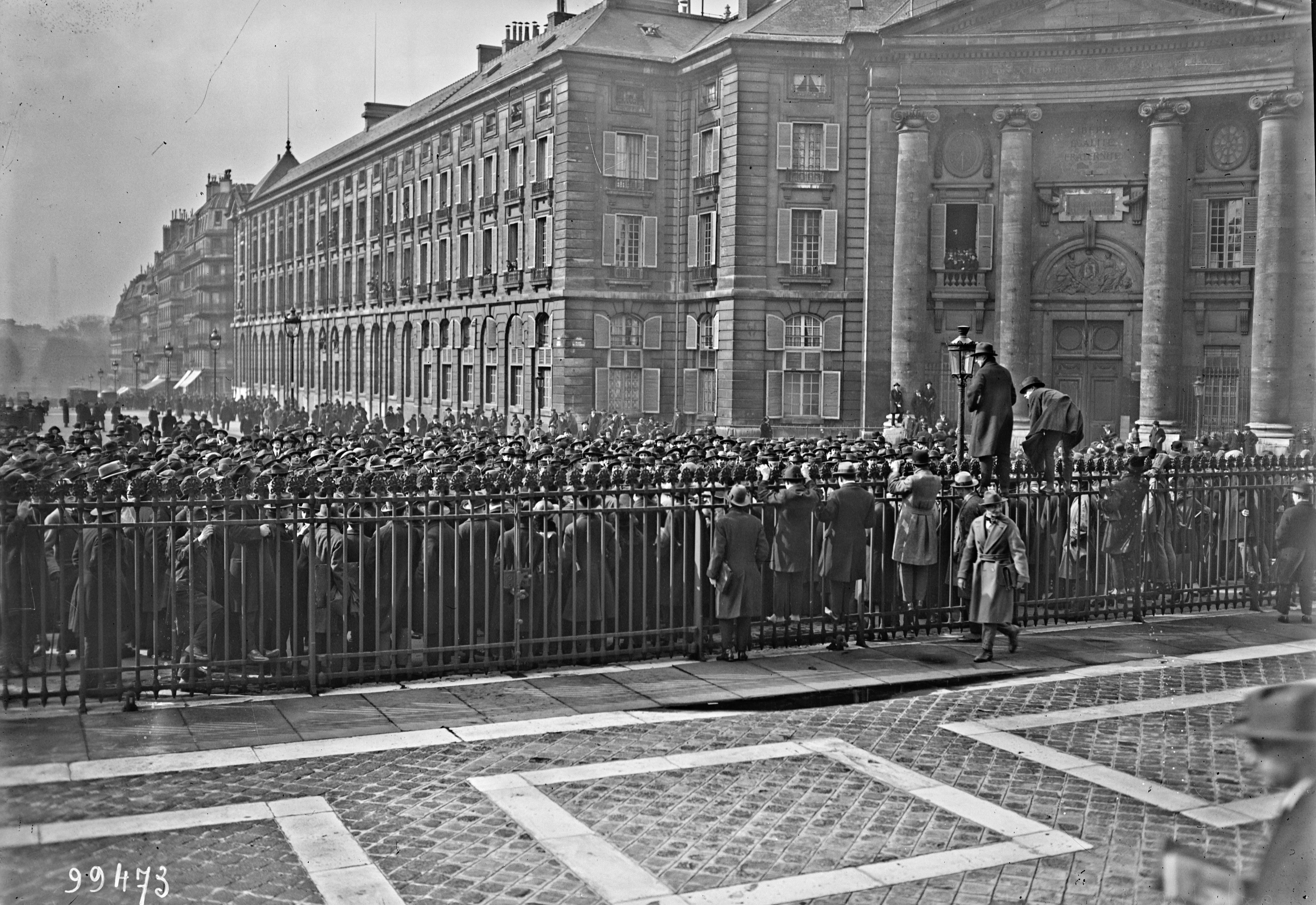
Manifestation des étudiants devant les grilles du Panthéon contre Georges Scelle le 28 mars 1925.

Le 3 avril, 15 000 étudiants manifestent au Quartier latin. Une grève étudiante fait tache d'huile à Lyon, Bordeaux, Toulouse, Marseille, Rouen, Rennes, Montpellier, Nantes, Limoges, Strasbourg, Poitiers, Grenoble, Alger, Clermont-Ferrand, Angers, Lille et Nancy.
Face à la pression des associations étudiantes, Georges Scelle est démis de ses fonctions le 11 avril 1925 puis Louis Le Fur est finalement nommé le 10 juillet 1925.
Le 20 avril, la faculté est rouverte et le doyen est acclamé.

## Notes et références

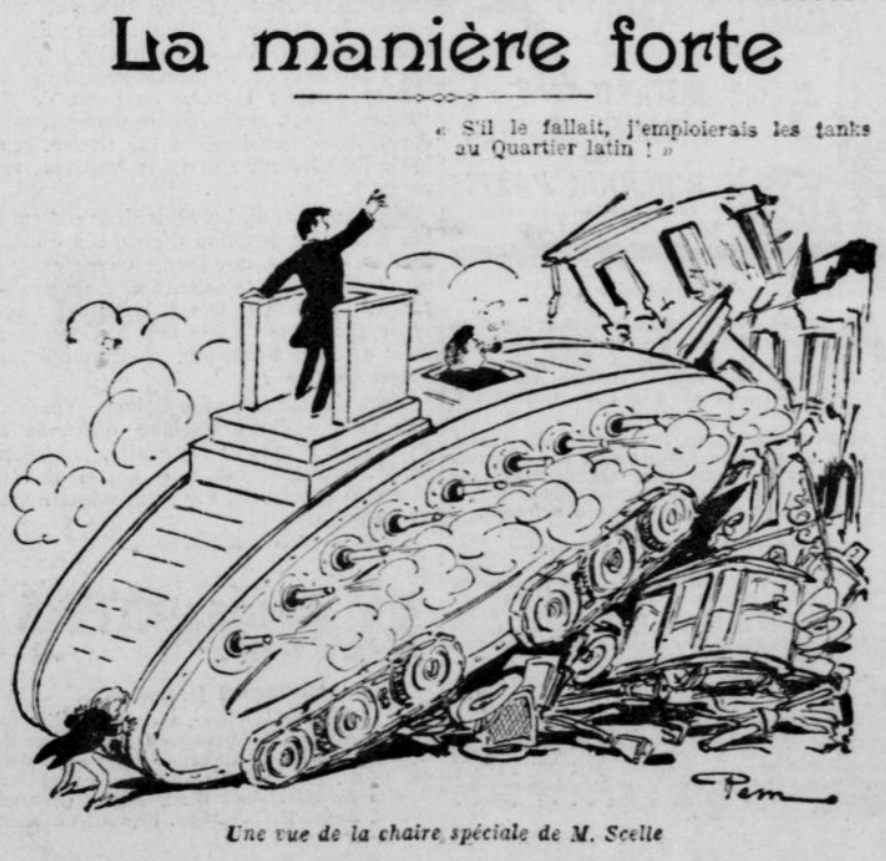
Caricature de Georges Scelle du dessinateur Pem dans La Liberté du 8 avril 1925.